# Euriphene pavo
Euriphene pavo är en fjärilsart som beskrevs av Francis Gard Howarth 1959. Euriphene pavo ingår i släktet Euriphene och familjen praktfjärilar. Inga underarter finns listade i Catalogue of Life.